# Ángeles Afuera
Ángeles Afuera Heredero (Madrid, 1954) és una periodista espanyola, fundadora del Departament de Documentació de la SER, que va dirigir durant vint-i-set anys fins a la seva jubilació en 2016

## Biografia
Va néixer a Madrid i es va llicenciar en ciències de la informació a la Universitat Complutense de Madrid. En 1976, al costat de Carmela García Moreno va idear un programa de ràdio sobre dones titulat Las ciudadanas. Un programa para la nueva mujer. D'allí, va passar als informatius de la cadena SER a proposta del llavors director d'Informatius Fernando Ónega. En 1989 va suggerir al director de la cadena Augusto Delkáder la creació d'un departament de Documentació per a preservar el patrimoni sonor de la SER i secundar i verificar la veracitat de les notícies amb documents sonors.
Ángeles va fundar i va dirigir durant 27 anys el departament de Documentació de la SER on van quedar englobades la fonoteca, l'hemeroteca i la biblioteca així com la coordinació dels arxius sonors del Grupo PRISA Ràdio i la seva expansió per les emissores del grup de comunicació a Colòmbia, Argentina, Xile i Mèxic. Va dirigir els processos de catalogació, indexació, minutat i automatització dels fons radiofònics en tres aplicacions diferents: la primera va ser el sistema BASYS (1989), després la base de dades en un entorn web anomenat DOKUMENTOR (1995) i, finalment, un repositori global que albergués tots els continguts de l'emissora anomenat Enciclomedi@ (2004).
Va descobrir peces radiofòniques que es creien perdudes com el serial Ama Rosa, la primera versió gravada el popular xotis d'Agustín Lara Madrid el 1947 i interpretada per Ana María González a Radio Madrid o una adaptació radiofònica de Hamlet de 1948 protagonitzada per un joveníssim Fernando Rey.
Durant els seus 40 anys de vida professional sempre ha estat davant del micròfon, tant en els Serveis Informatius com en programes: Hoy por Hoy, Hora 25, La Ventana i molts altres. Ángeles Afuera ha estat en la SER la veu dels reportatges retrospectius, dels perfils o de les aportacions documentals, donant així visibilitat a la tasca dels professionals que es dediquen a l'arxiu en els mitjans de comunicació.
Es va prejubilar de la Cadena SER en 2016 obtenint en 2019 el títol de doctora en Ciències de la Informació amb la tesi "La sociedad Unión Radio: empresa, emisora y programación (1925-1939)",que va obtenir la qualificació d'excel·lent cum laude. És membre del Grup de Recerca PaDem (Patrimoni en Mitjans de comunicació), de la Universitat Complutense de Madrid.

## Reconeixements
En 2007, va rebre el Premi Nacional de Documentació a la Qualitat i Innovació concedit per la Sociedad Española de Documentación e Información (SEDIC). El 2011 va rebre l'Antena d'Or de Radio 2011 concedida per la Federació d'Associacions de Ràdio d'Espanya.
En 2021, va ser reconeguda amb el Premi Ondas a la Trajectòria o millor labor professional, per la seva trajectòria com a periodista, investigadora, comunicadora i per ser la impulsora del departament de documentació de la cadena SER.

## Obra
A més, dels seus descobriments gairebé de tall arqueològics, Ángeles Afuera també va ser docent d'assignatures de periodisme digital i de documentació audiovisual en cursos a distància i en línia de la Universitat Complutense.
Va publicar nombrosos articles acadèmics sobre el tractament de la documentació de ràdio. També va publicar un manual d'usuari del programa DOKUMENTOR. Entre els seus treballs publicats destaquen::
- Donde dije digo... amb Luis del Val Velilla (1997)
- Documentación en el medio radiofónico amb Victoria Nuño Moral i María Isabel Sánchez Redondo (2007)
- El proceso documental de audio en la SER. Revista general de Documentación e Información, 2010.
- El Departamento de Documentación de la SER ante el reto digital. Cuadernos de Documentación Multimedia, 1997-1998
- El futuro incierto de los archivos de radio en España. Revista “Archivamos”. ACAL. 2017

Autora del CD de audio para la obra de Lorenzo Díaz. La radio en España, 1923-1993. (Alianza Editorial).